# Gary Johnson (football américain)
Pour les articles homonymes, voir Gary Johnson et Johnson.
College Football Hall of Fame 1997
(en) Statistiques sur pro-football-reference
Gary Lynn Johnson (né le 31 août 1952 à Shreveport et mort le 4 août 2010 dans cette même ville) est un joueur américain de football américain.

## Lycée
Johnson fait ses études à la Charlotte Mitchell High School de Bossier City.

## Carrière

### Université
Il entre à l'université d'État de Grambling où il joue dans l'équipe de football américain. Un jour, lors d'un cours d'éducation physique, son professeur lui fit un reproche sur ses mains qu'il a qualifié de grosses, cela a conduit à ce qu'il soit surnommé Big Hands (Grosses mains).

### Professionnel
Gary Johnson est sélectionné au premier tour du draft de la NFL de 1975 par les Chargers de San Diego au huitième choix. Dès sa première saison, il se fait repérer en figurant dans l'équipe des rookies de la saison. Il fait partie des Bruise Brothers, surnom donné au groupe formé par Johnson, Fred Dean et Louie Kelcher qui eux aussi réalisent de bonne performance. En 1979, il est sélectionné pour la première fois au Pro Bowl et nommé dans l'équipe de la saison en 1980.
En 1979 et 1981, il termine leader avec les Chargers de la poule AFC West et joue les play-offs en 1982. En 1984, il perd sa place de titulaire, jouant les quatre matchs de début de saison mais un seul comme titulaire. Il est transféré chez les 49ers de San Francisco où il rentre au cours de douze matchs lors de la saison en cours. Il termine sa carrière après une saison 1985 où il se contente d'un poste de remplaçant.

## Honneurs
En 1997, il est introduit au College Football Hall of Fame et en 1999, il entre au San Diego Chargers Hall of Fame (Temple de la renommée des Chargers de San Diego).

## Décès
Le 20 juillet 2010, Gary est pris d'une attaque cardiaque et décède quelques jours plus tard, le 4 août 2010 dans sa ville natale de Shreveport.